# Jyske Bank
Jyske Bank — третий крупнейший коммерческий банк Дании; специализируется на ипотечном кредитовании.
Банк был создан 7 июля 1967 года слиянием четырёх банков в Центральной Ютландии: Silkeborg Bank, Kjellerup Bank, Kjellerup Handels- & Landbrugsbank and Handels- & Landbrugsbanken i Silkeborg. Банк возглавил Поул Норуп (Poul Norup), ко времени его ухода на пенсию в 1989 году сеть банка насчитывала 159 отделений и более 3 тысяч сотрудников. В 1969 году акции банка были размещены на фондовой бирже Копенгагена. В 1980 году был куплен Finansbanken, что расширило сеть отделений на всю Данию. В 1983 году было открыто отделение в Лондоне, а в 1984 году в Испании. В 1987 году были куплены небольшие банки в Гамбурге (Германия) и Гибралтаре. В 1990 году совместно с несколькими другими банками был учреждён Totalkredit, датский институт ипотечного кредитования. В 1991 году против управляющего гибралтарского филиала были выдвинуты обвинения в мошенничестве с земельными участками в Испании; он был отправлен в отставку, а 1992 год Jyske Bank закончил с убытком более 1 млрд датских крон в основном из-за этого скандала. В 2014 году был куплен четвёртый крупнейший ипотечный банк Дании BRFkredit; в связи с этим была создана Jyske Bank Group, а ипотечное кредитование стало её основным направлением деятельности.
С 1997 года пост главного исполнительного директора занимает Андерс Дам (Anders Dam).
Активы на конец 2020 года составили 673 млрд датских крон ($107 млрд), из них 491 млрд пришлось на выданные кредиты (в том числе 344 млрд — ипотечные). Основной источник капитала — выпуск облигаций (на 347 млрд на конец 2020 года), а также приём депозитов (137 млрд крон), в основном от других банков.